# East Bilney
East Bilney – wieś w Anglii, w Norfolk. W 1931 wieś liczyła 117 mieszkańców.